# バルディビア岬

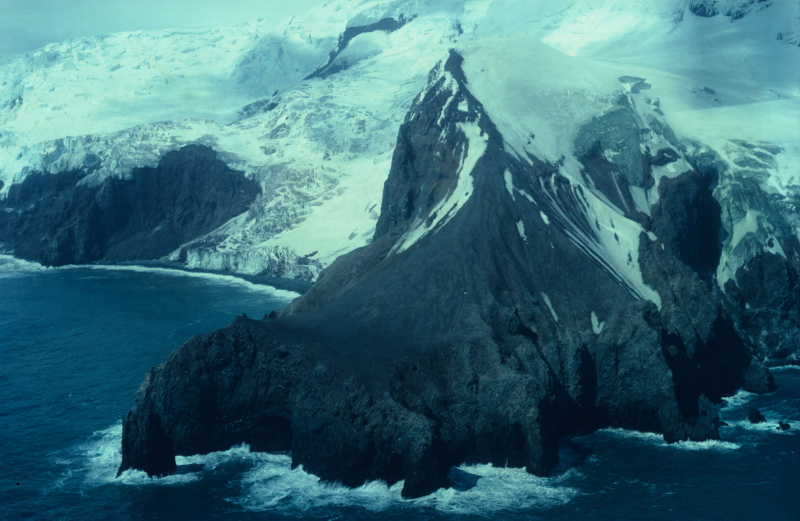
バルディビア岬（2009年）

バルディビア岬（バルディビアみさき、ノルウェー語: Kapp Valdivia, 英語: Cape Valdivia）は南大西洋にあるノルウェー領ブーベ島の最北端に位置する岬。ノルウェーから約12,460 kmの場所に位置する。この岬は、ドイツの測量船「バルディビア」に因んで命名された。